# Sambomaster
Sambomaster (サンボマスター?, Sanbomasutā) è un gruppo musicale J-Rock giapponese sotto contratto con la Sony Music. Il nome del gruppo, Sambomaster, fa riferimento alle Arti marziali Sambo.

## Storia
Il cantante e chitarrista Takashi Yamaguchi incontra per la prima volta il batterista Yasufumi Kiuchi durante gli anni universitari. A loro si unisce in bassista Yoichi Kondo nel febbraio 2000, e con la formazione composta da tre elementi, il gruppo nasce ufficialmente come Sambomaster. I Sambomaster debuttano con un concerto nel distretto di Kōenji, a cui segue la pubblicazione del loro primo singolo autoprodotto Kick 'no Oni' (Calciando i demonis), su cui avevano lavorato un anno. Il singolo viene pubblicato ad aprile 2011 in una tiratura limitata di trecento copie. Lo stile musicale dei Sambomaster è un misto di punk rock, rock, pop, jazz e ballad. Nel 2003 viene pubblicato il loro album ufficiale, Atarashiki Nihongo Rock no Michi to Hikari ed il gruppo si esibisce al Fuji Rock Festival. Entrambe le prestazioni ottengono un buon riscontro, ed il gruppo inizia a farsi conoscere nella nazione.
Fra il 2004 ed il 2005, i Sambomaster pubblicano la maggioranza dei loro successi, fra cui Seishun Kyōsōkyoku e Sekai wa Sore wo Ai to Yobundaze; Seishun Kyōsōkyoku viene utilizzata come quinta sigla d'apertura dell'anime Naruto mentre Sekai wa sore Ai to Yobunda ze viene utilizzata come sigla di chiusura del popolare dorama Densha Otoko (serie televisiva), oltre che nella colonna sonora del videogioco per Nintendo DS Moero! Nekketsu Rhythm Damashii Osu! Tatakae! Ouendan 2. A loro viene anche commissionata la realizzazione del tema musicale del film Koi no Mon, per cui comporranno Tsuki ni Saku Hana no Yō ni Naru no. Intanto, anche il loro brano Hikari no Rock è stato utilizzato nella colonna sonora del film Bleach: The DiamondDust Rebellion. Nel marzo 2009, il loro brano Kimi wo Mamotte, Kimi wo Aishite viene utilizzato come diciannovesima sigla di chiusura dell'anime Bleach. Nel 2010, hanno interpretato la sigla finale dell'anime Kuragehime, Kimi ni Kirei no Kizuite Okure.

## Membri
- Takashi Yamaguchi (山口隆?, Yamaguchi Takashi) (nato a Fukushima l'8 febbraio 1976)
- Yasufumi Kiuchi (木内泰史?, Kiuchi Yasufumi) (nato a Chiba il 4 agosto 1976)
- Yoichi Kondo (近藤洋一?, Kondo Yoichi) (nato a Tochigi il 16 giugno 1977)

## Discografia

### Album
- Atarashiki Nihongo Rock no Michi to Hikari (2003)
- Sambomaster wa kimi ni katarikakeru (2005)
- Boku to Kimi no Subete o Rock 'n Roll to Yobe (2006)
- Ongaku no Kodomo wa Mina Utau (2008)
- Kimi no Tameni Tsuyoku Naritai (2010)
- Sambomaster Kyukyou Besuto (2011)

### Singoli
- Kick no Oni (2001)
- Utsukushiki Ningen no Hibi (2004)
- Tsuki ni Saku Hana no Yō ni Naru no (2004)
- Seishun Kyōsōkyoku (2004)
- Utagoe yoo kore (2005)
- Sekai wa Sore wo Ai to Yobundaze (2005)
- Subete no Yoru to Subete no Asa ni Tamborine o Narasu no da (2005)
- Tegami (2006)
- Itoshisa to Kokoro no Kabe (2006)
- I Love You (2007)
- Very Special!! (2007)
- Hikari no Rock (2007)
- Kimi wo Mamotte, Kimi wo Aishite (2009)
- Rabu Songu (2009)
- Dekikkonai o Yaranakucha (2010)
- Kimi ni Kirei no Kizuite okure (2010)
- Kibo no Michi (2011)